# Bilia
Bilia es una comuna francesa del departamento de Córcega del Sur, en la colectividad territorial de Córcega.

## Demografía
| abs. | lac. | 153 | 215 | 265 | 260 | 234 | 265 | 330 | 361 | 295 | 257 | 242 | 240 | 227 | 228 | 230 | 252 | 248 | 245 | 255 | 321 | 384 | 352 | 173 | 72 | 71 | 58 | 40 | 38 | 41 | 40 | 48 | 49 | 44 |
| Para los censos de 1962 a 1999 la población legal corresponde a la población sin duplicidades (Fuente: INSEE [Consultar]) |      |     |     |     |     |     |     |     |     |     |     |     |     |     |     |     |     |     |     |     |     |     |     |     |    |    |    |    |    |    |    |    |    |    |